# سیارک ۱۸۱۶۱
سیارک ۱۸۱۶۱ (به انگلیسی: 18161 Koshiishi، نامگذاری:2000PZ12) هجده هزار و صد و شصت و یکمین سیارک کشف شده‌است که در ۷ اوت ۲۰۰۰ کشف شد.
قدر مطلق سیارک برابر ۴۸.۹ است.